# Sapingia veprecula
Sapingia veprecula är en insektsart som beskrevs av Nielson 1979. Sapingia veprecula ingår i släktet Sapingia och familjen dvärgstritar. Inga underarter finns listade i Catalogue of Life.